# グラスコックピット
グラスコックピット（英語: glass cockpit、「ガラスのコックピット」の意）は、乗り物の操縦、運転に必要となる各種情報をアナログ計器（シンクロ電機などの機械式）やランプなどを用いず、ブラウン管ディスプレイ（CRT）や液晶ディスプレイ（LCD）に集約表示したコックピット（操縦席）である。もともとは航空機のコックピットについての表現であるが、鉄道車両の運転台や自動車の運転席についても同様の表現が用いられる。

## 航空機でのグラスコックピット化

### 特徴
従来の機械式計器では、一つの情報を表すのに最低一つの表示面を必要とした。表示は、アナログ時計のように回転する指針と、ボビン型の回転盤に記された数字で表す古典的な機械式デジタル表示である。そのため操縦席は多数のアナログ計器が並び、乗員の負担に繋がっていた。また多発機では操縦席正面だけでは表示しきれず、エンジン関連計器は後方に航空機関士席が設けられ、そこに表示されていた。
グラスコックピット化することでモニターに情報を集約できるようになり、従来は別々の計器に分かれていた速度計と高度計を統合することも可能となった。主たるモニターには、正面に水平儀やその左右両脇に数字によるデジタル表示と上下に目盛りが動くアナログ表示を兼用した速度計と高度計、昇降計などが映し出される。また、別のモニターにはエンジン回転数、燃料流量、航法、エラー表示、電気系統、油圧系統、燃料系統、客室の気圧など、任意の情報を選択し映し出すことができるために計器数が大幅に減り、それまで必要としていた航空機関士など各機器の操作担当乗員の削減や読み取り作業の負担軽減、初期費用の削減や整備性の向上などに繋がっている。またヘッドアップディスプレイを追加することで視線を大きく動かさず、速度や高度など重要な情報を確認することが出来るようになる。
現代では飛行モードに合わせた画面レイアウトの変更、タッチパネルの採用による操作性の向上、電子チェックリストや航空図、空港情報などフライトバッグに入れて持ち込んでいた書類の表示（エレクトロニック・フライトバッグ）、航空図やレーダーへ気象情報をオーバーレイするなど多彩な機能が実現されている。また自動操縦装置やフライ・バイ・ワイヤなどの操縦システム、エンジン計器・乗員警告システム（EICAS）や電子式集中化航空機モニター（ECAM）などの監視システムの情報を表示する装置となった機種も出てきている。
従来は信頼性の不安感から補助計器（主として姿勢儀、速度計および高度計）は機械式と決まっていたが、現在では信頼性が向上したことにより、補助計器も液晶化されることが一般的になっている。このため大型旅客機だけではなく軽飛行機、飛行船、回転翼機、軍用機など航空機全般で採用される方向にある。
グラスコックピット化は表示装置の変更であるため、ウィングレットと同じく基本設計を変更することなく導入できる。このため新造機への採用だけでなくアナログ計器を採用していた機種のアップデート版でグラスコックピット化が行われることもある。例としてボーイング737は当初アナログ計器を採用していたが、近代改修型の737NGでグラスコックピットに変更された。また表示レイアウトを変更できる特徴を活かし、画面上に従来型と同じアナログ計器を同じ並びで表示するモードを採用することで新規の資格取得が不要となり、パイロット育成のコストを抑えることができることがセールスポイントとなっている。
アビオニクスの製造大手のガーミンでは新造機向けのOEMの他、既存の計器類と交換するアップグレード用として、単座の軽飛行機でも搭載できる1画面の軽量モデル（Garmin G1000）や、複座向けに大型旅客機と遜色ない機能を備えた本格的なシステムを単品で販売しており、オーナーは整備工場に持ち込むだけでグラスコックピット化することができる。
航空法で定められた認定を受けた電子部品と複雑なソフトウェアは機械式の計器に比べ高価であるため、補助計器の液晶化に留める例もある。

### 歴史
民間の旅客機では、1982年に就航したボーイング767型機が最初に採用した。この技術は、スペースシャトルのオービタでも使用されている。
明確な定義は無いが、現在最も先進的なグラスコックピットを採用している航空機は、ロッキード・マーティンなどが開発したF-35戦闘機が有名である。同機は、1つの大型な液晶パネル内で様々な情報が表示される仕組みになっている。またタッチパネルを採用したことで物理的なボタンを減らしつつ操作性を向上させている。

### 電子飛行計器システム
電子飛行計器システム（Electronic Flight Instrument System：EFIS）は、従来の電気機械的な計器の代わりに電子的な表示技術による計器表示システムである。EFISはプライマリー・フライト・ディスプレイ（PFD）、マルチ・ファンクション・ディスプレイ（MFD）、エンジン計器・乗員警告システム（EICAS）のディスプレイから構成される。以前はブラウン管（CRT）が使用されていたが、現在では液晶ディスプレイ（LCD）が一般的である。
複雑な電気機械式姿勢表示計（ADI）や水平儀（HSI）は最初にEFISへ置き換えられる候補になった。しかし、現在でもいくつかの電子表示ではない計器が操縦席にある。
軽飛行機用のEFISは表示装置、制御、データ処理機などがユニット化されており、1つの表示装置で飛行状態や航法データを表示する事が可能である。ワイドボディ機の場合複数の大型ディスプレイの表示レイアウトを変更することも出来る。

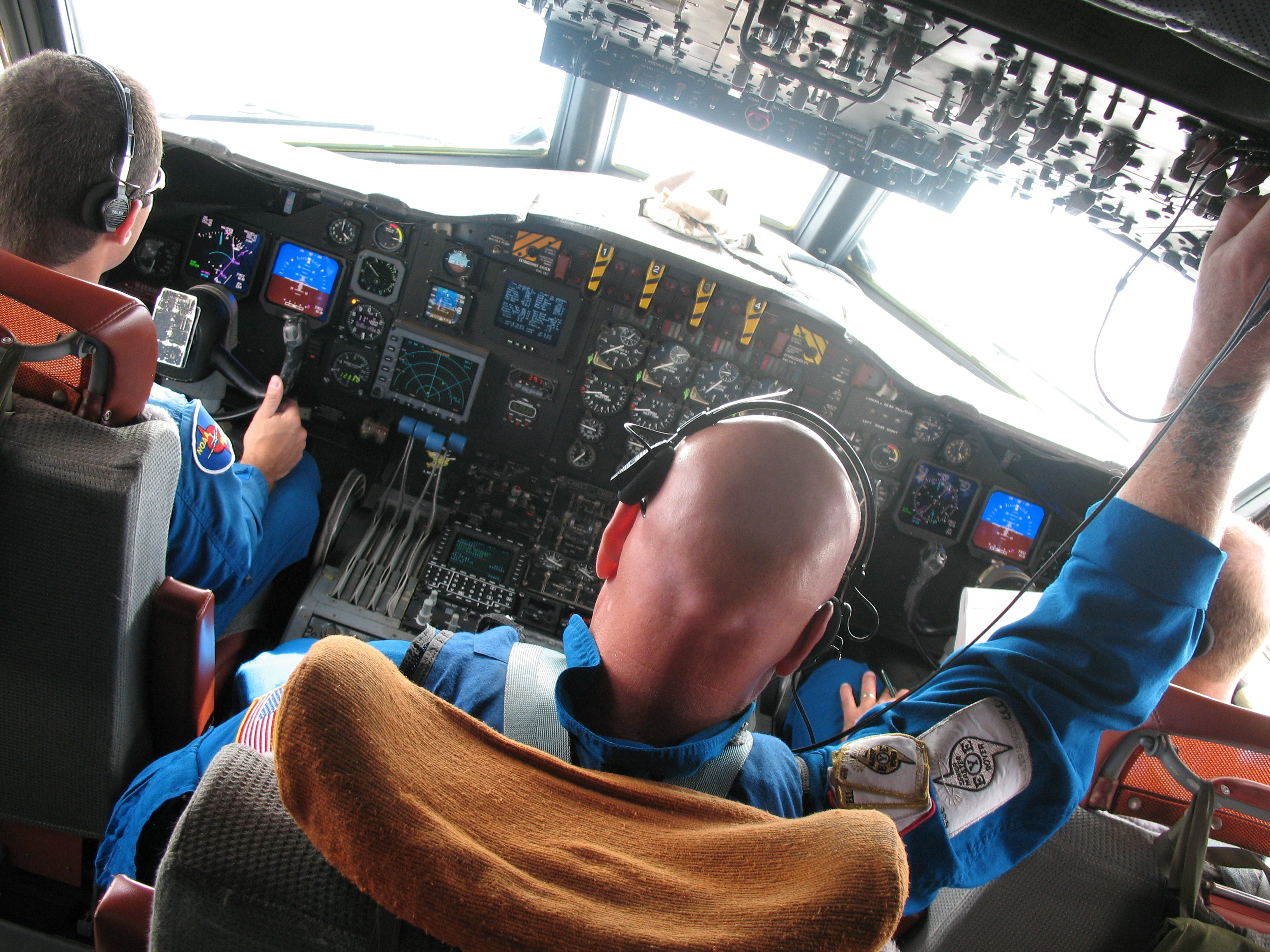
補助計器などが液晶画面に置き換わったアメリカ海洋大気庁のWP-3D
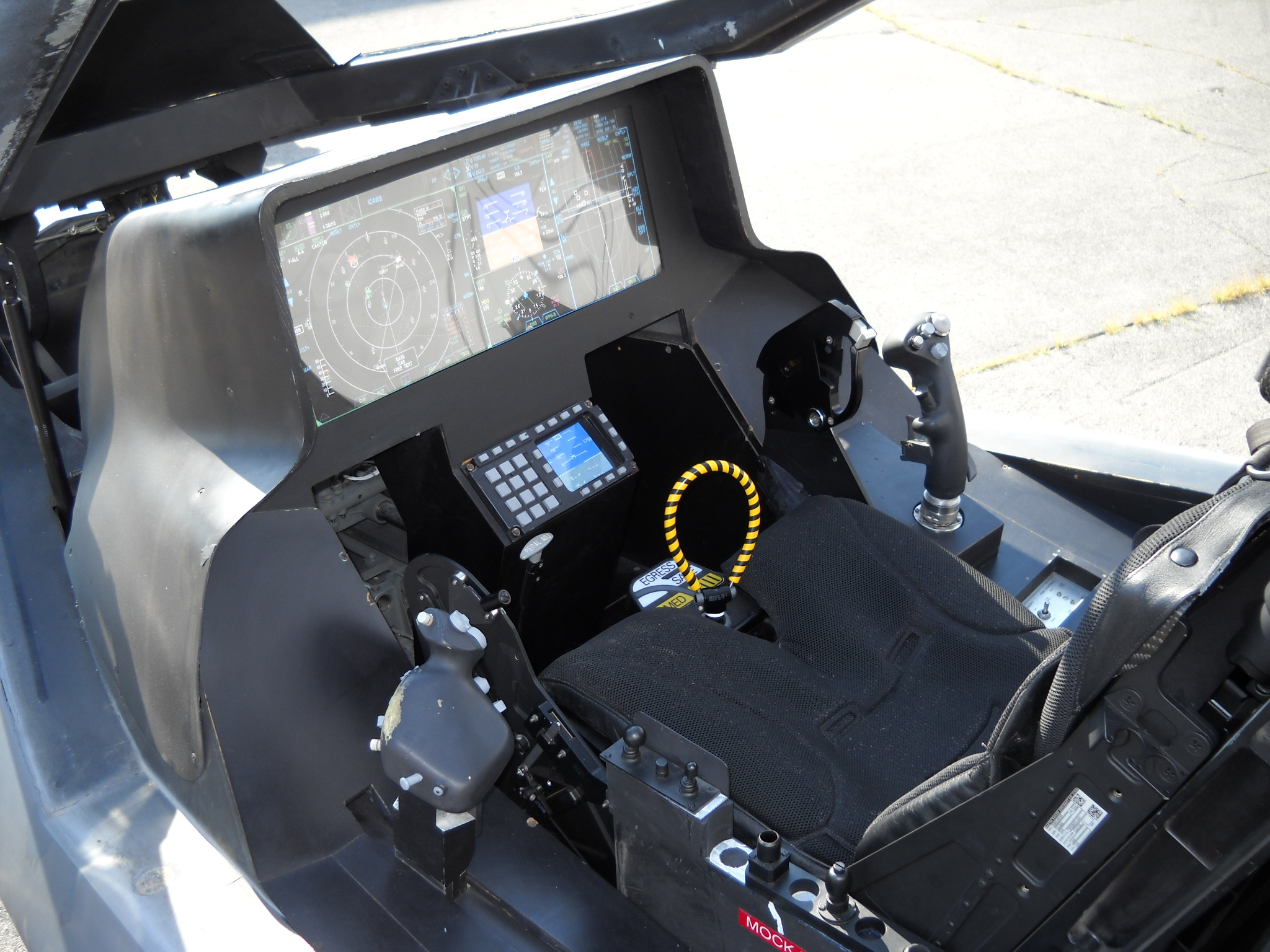
F-35に採用されたタッチパネル式LCD
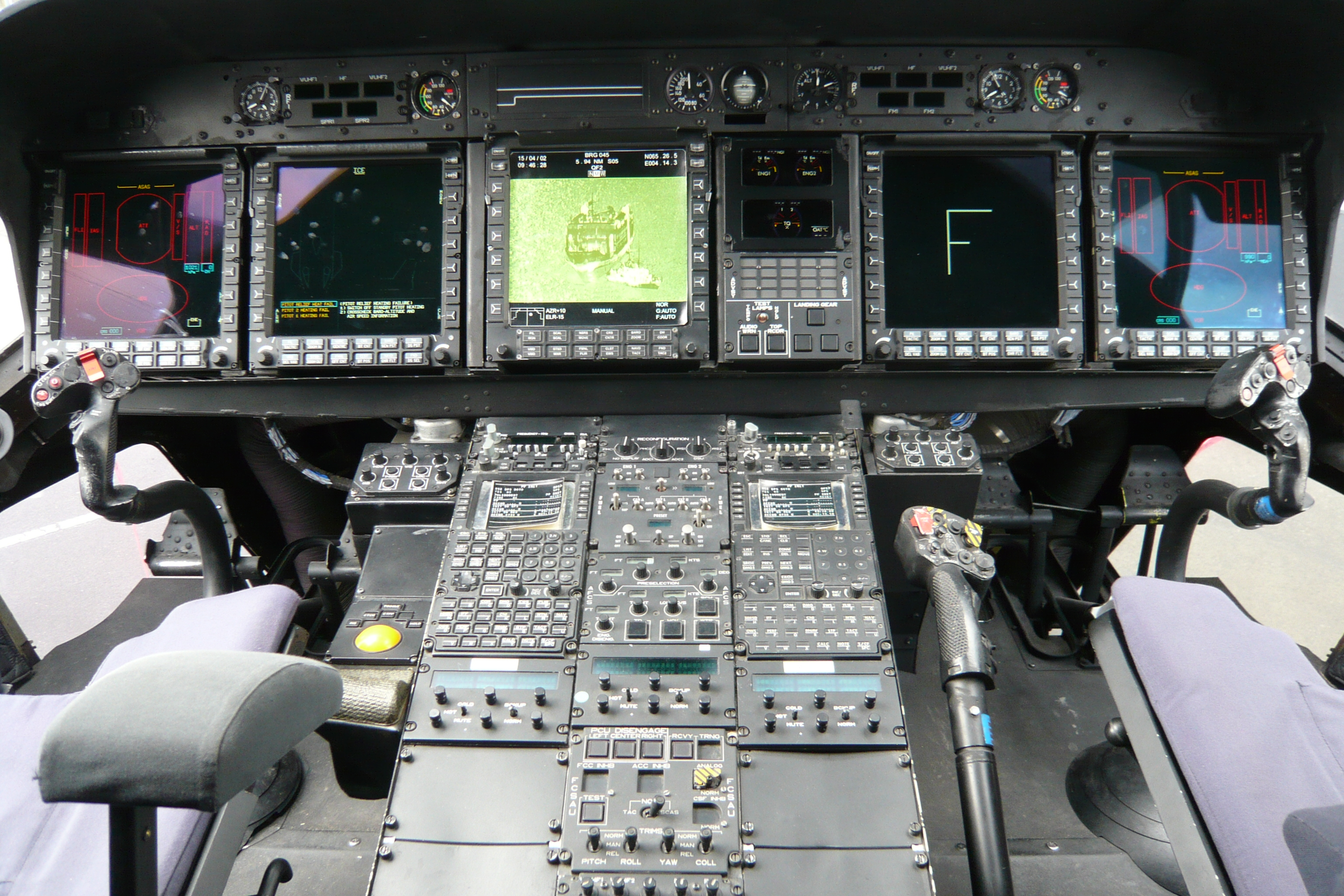
ヘリコプター（NH90）に採用されたグラスコックピット
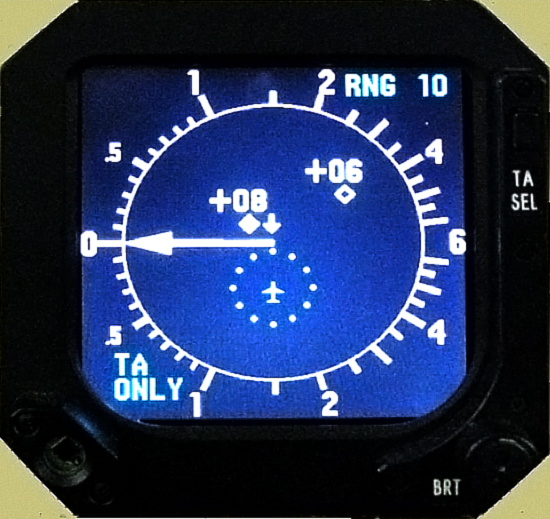
外周に機械式昇降計を模した表示、中央にTCAS表示を加えたTCASディスプレイ
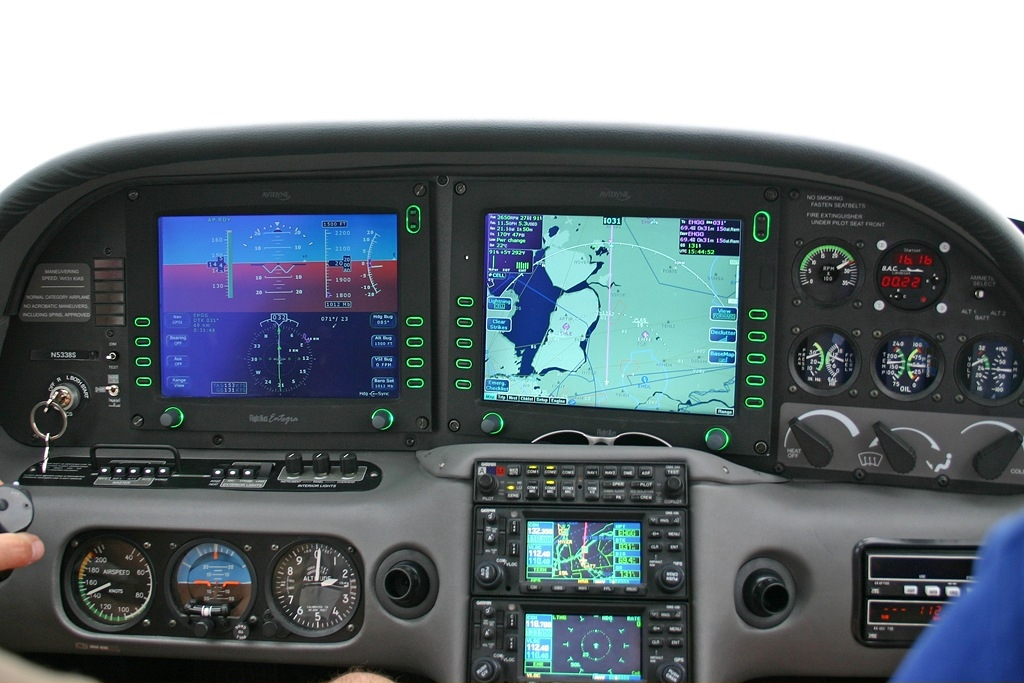
ディスプレイとアナログ計器が組み合わされたシーラス SR20のコックピット
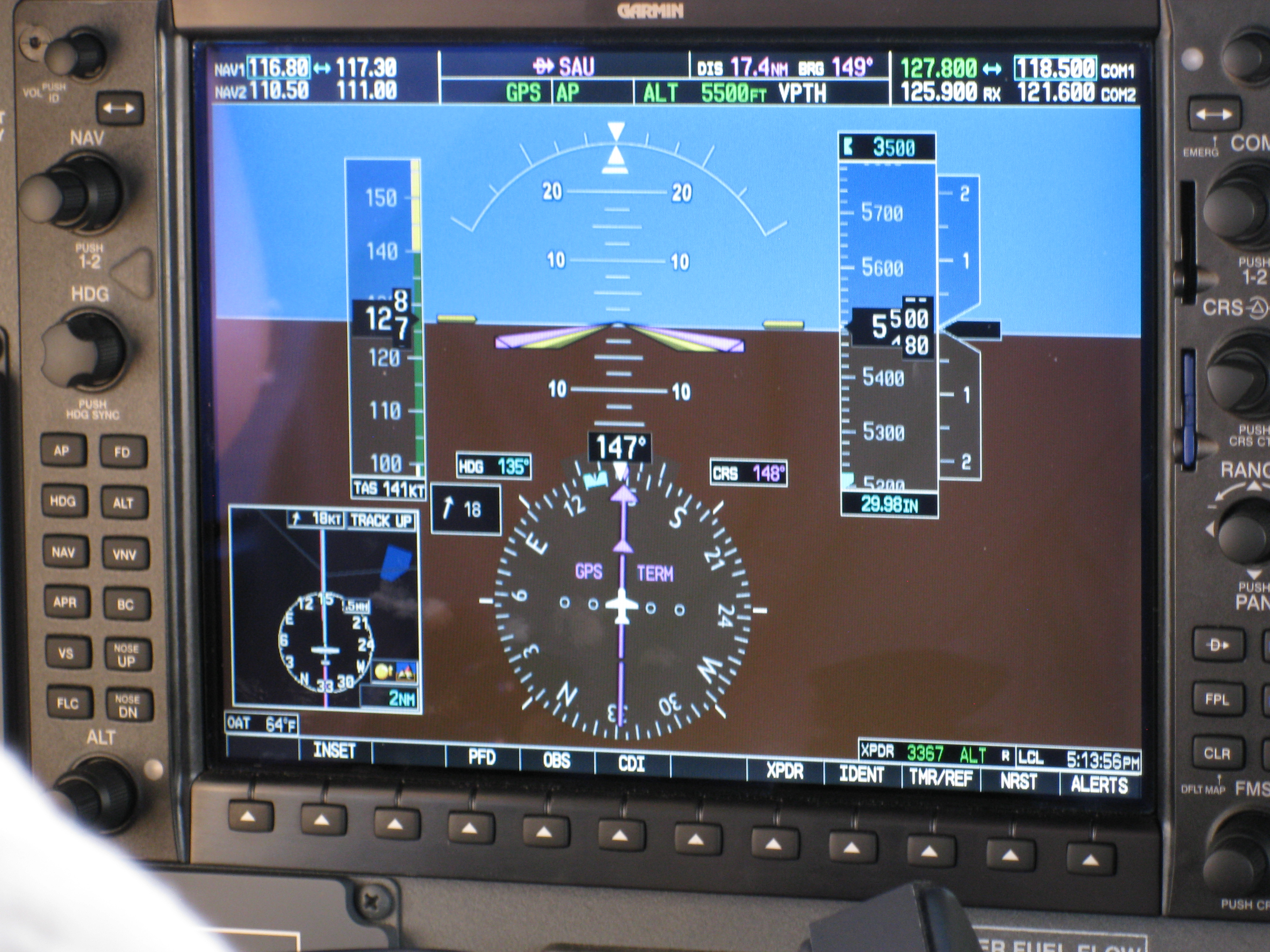
基本的な計器の情報が統合表示されたガーミン製のPFD（G1000）
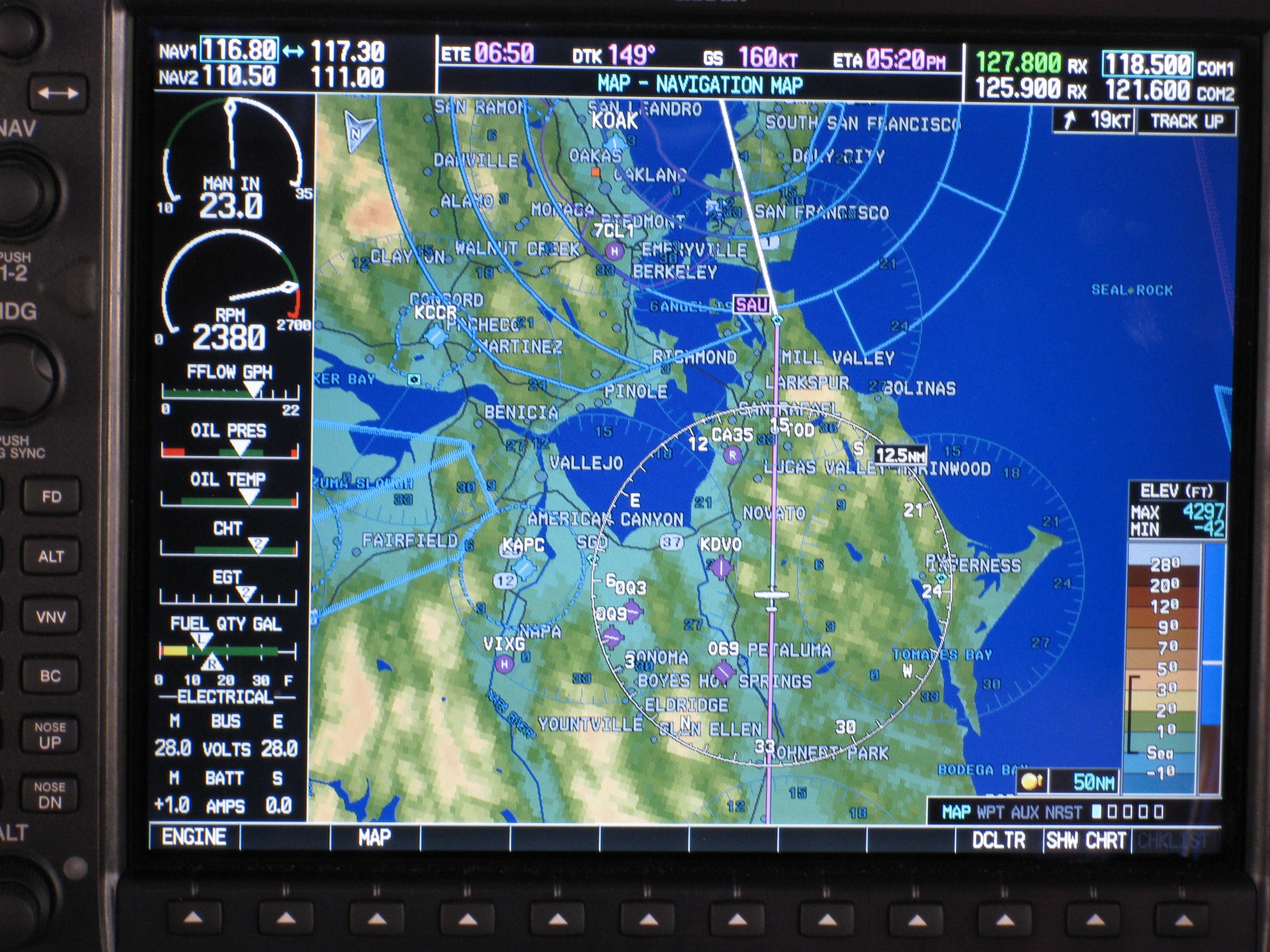
地形、地名、現在位置、航路などが統合表示されたガーミン製のMFD（G1000）
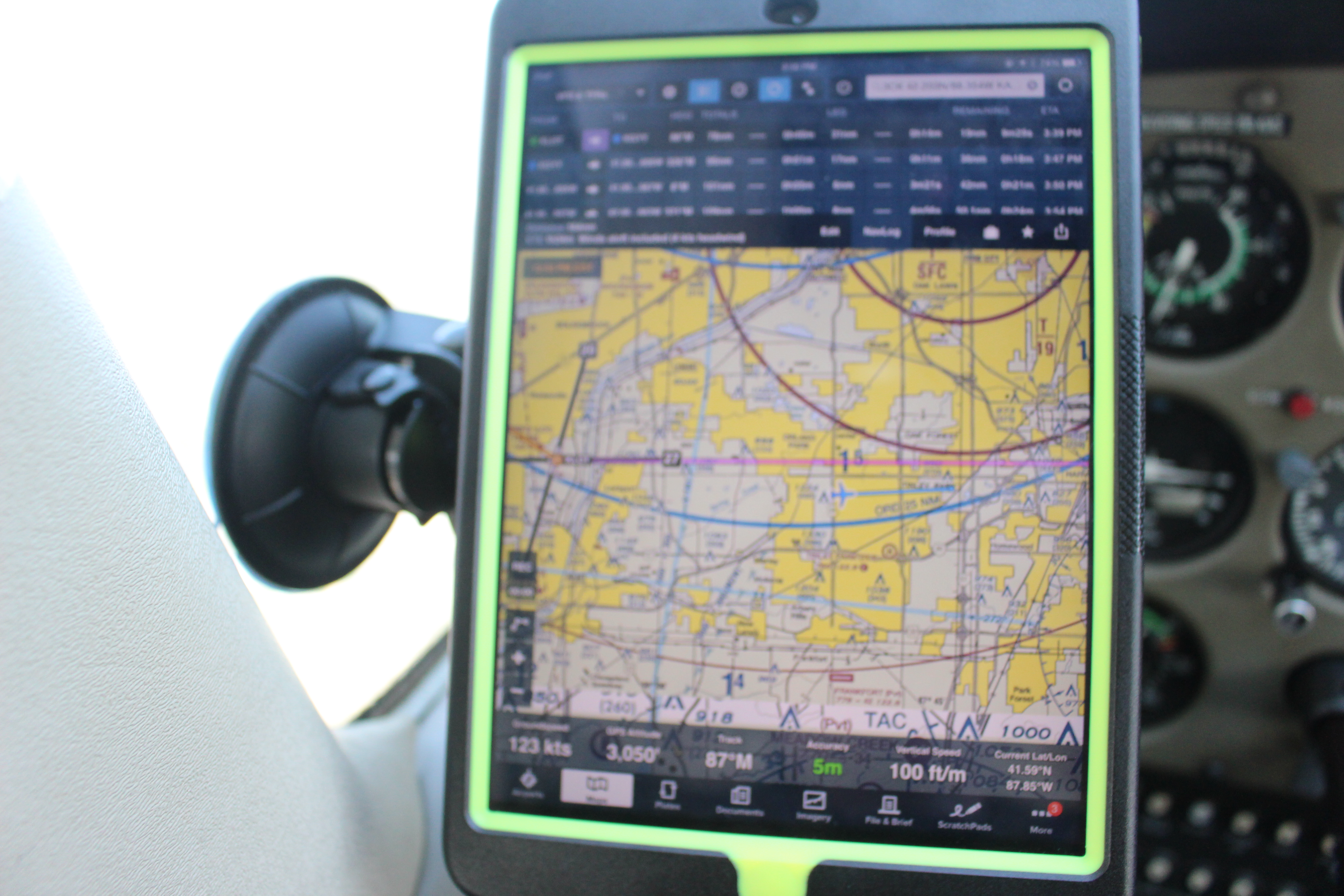
後付けされた汎用のエレクトロニック・フライトバッグ
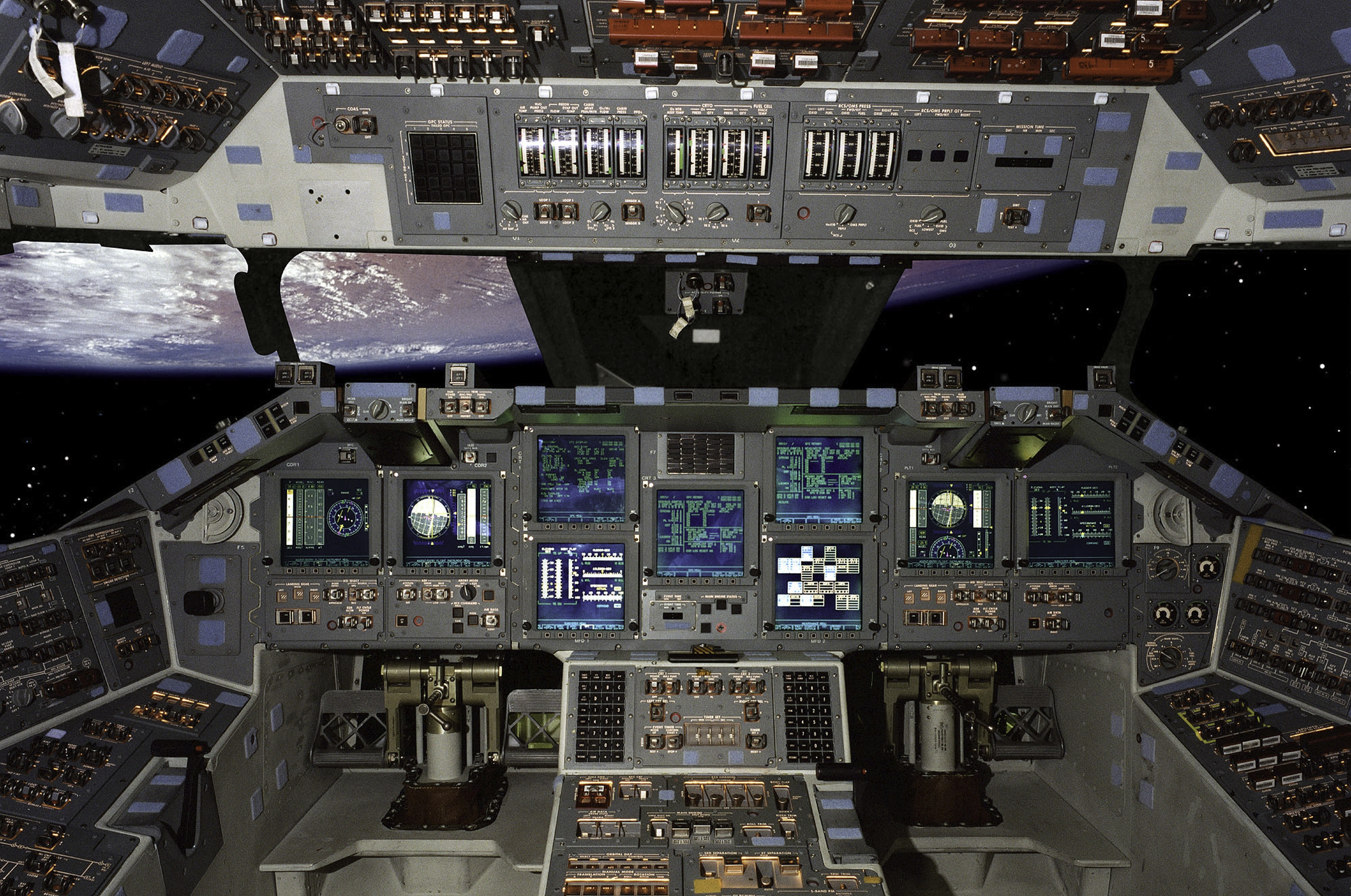
スペースシャトル「アトランティス」のグラスコックピット

## 鉄道車両でのグラスコックピット化
1. 200系の運転席の写真（鉄道博物館に設置されている運転シミュレーターでも可）と
2. その運転士支援モニタ（同じく、鉄道博物館の運転シミュレーターでも可）の拡大写真

鉄道車両でも類似するものがあり、日本国内においては、1982年に登場した日本国有鉄道（国鉄）東北・上越新幹線用の200系車両において、初めて運転士支援用のモニタリング装置（運転台表示器はプラズマディスプレイ）が採用された。
当時の新幹線車両である0系では運転席に2人が乗務していたが、当時の国鉄財政は赤字であった ため、新たに開業する東北・上越新幹線用の200系では運転席に1人だけが乗務することになった。しかし、車両故障の際に確認に行く人員を車両側から出せなくなるため、運転席上から故障を確認する手段としてモニタリング装置が導入された。グラスコックピットとは程遠い代物であったが、日本の鉄道車両におけるグラスコックピットの導入はこのシステムの延長線上に位置づけられている。
1985年に登場した新幹線100系では、運転台表示器がカラー表示のCRT式となり、その後もモニタ装置の普及に伴い、1990年代以降は表示デバイスを液晶ディスプレイ（LCD）に置き換えながら在来線車両にも広く普及した。ただし、速度計や空気圧力計などの主要計器については、7セグメントディスプレイやアナログ指針による表示方式を存置している車両が現在においても大半である。

### JR東日本による採用
東日本旅客鉄道（JR東日本）では、1994年（平成6年）秋に落成したE991系（愛称：TRY-Z）で、クモヤE991-1にグラスコックピットを採用した。これは新感覚の運転台として試験採用したもので、2画面が用意されており、1画面に速度計とアナログ時計、マスコンノッチ表示灯を液晶画面に表示させるものである。もう1画面は運転士用のナビゲーション画面として使用するものあった。続いてTRY-Zの半年ほど後となる1995年に落成するE2系・E3系では、速度計が液晶画面による表示に置き換わった。以降のJR東日本の新幹線車両では、液晶表示の速度計が標準仕様となる。
TRY-Zの試行以降、在来線車両での普及は見送られていたが、2002年（平成14年）に落成したE993系（愛称：ACトレイン）クハE992-1では、本格的なグラスコックピットが試作され、速度計、マスコンノッチ表示灯に加えて運用表示灯、保安装置表示灯、空気圧力計、架線電流計、バッテリー電圧計（主電圧計）が液晶画面に集約表示された。この液晶画面は鉄道車両用ではなく、汎用品を使用したもので、万が一の故障に備えた小型の液晶画面が用意されており、計器表示画面が故障した場合には小型液晶画面に表示されるシステムとされている。
ACトレインで採用した方式は、2004年以降に導入したE231系（近郊タイプ後期導入車）以降で正式に採用となり、実際の使用にあたった表示内容の修正、故障時には別な液晶画面へのバックアップ機能などを追加した。

### 各社への普及
私鉄では、小田急電鉄の50000形「VSE」が初めてグラスコックピットを採用した。他社でも東京地下鉄（東京メトロ）をはじめ、同社と直通運転を行っている大手私鉄各社で採用例が増加しつつある。
JRグループ他社では、東海旅客鉄道（JR東海）・西日本旅客鉄道（JR西日本）・九州旅客鉄道（JR九州）の新幹線車両（300系・500系・700系・800系・N700系）において、JR東日本の新幹線車両と同様のグラスコックピットが導入されている。700系新幹線の派生型車両である台湾高速鉄道700T型でも採用された。2010年代以降は、JR各社でも採用が進んでいる。

### 主なグラスコックピット搭載車両（日本国内）
現在ではグラスコックピット採用車両が多いため、本節では2009年までに製造・搭載した車両に限って紹介する。
- JRグループ
  - 東日本旅客鉄道（JR東日本）
    - 新幹線 E2系、E3系、E4系、E5系
    - 在来線 E231系（近郊タイプ後期導入車）、E233系、E331系、E531系、E259系

  - 東海旅客鉄道（JR東海）
    - 新幹線 300系、700系、N700系

  - 西日本旅客鉄道（JR西日本）
    - 新幹線 300系、500系、700系、N700系

  - 九州旅客鉄道（JR九州）
    - 新幹線 800系、N700系

※現役の新幹線車両は全車両グラスコクピット搭載車。
- 私鉄・公営鉄道
  - 西武鉄道 30000系
  - 小田急電鉄 50000形
  - 相模鉄道 11000系
  - 神戸新交通 2000型

なお2024年現在大手私鉄の営業用車両においてグラスコックピットの車両を保有していない社局は、京成電鉄・京浜急行電鉄・名古屋鉄道・南海電気鉄道・京阪電気鉄道・阪神電気鉄道・西日本鉄道である。

## 自動車でのグラスコックピット化
自動車におけるグラスコックピット化のメリットも航空機とほぼ同じである。自動車は航空機と比べれば計器デザインに関する制約は元々きつくはなく、以前からデジタルメーターや自発光式メーターなど、様々なデザインの計器盤が用いられてきた。
また、1990年代後半からは高級車を中心に、計器盤内に液晶やLED、有機ELなどを用いた小型ディスプレイを設け、トリップメーター・オドメーターやATギア段数、各種警告といった運転支援情報を表示させるものが増加してきているほか、カーナビゲーション用のディスプレイでエアコンやオーディオなども統合操作できるものも多く登場している。
さらに、計器盤全体をグラスコックピット化することで、これらの情報を1枚のディスプレイに統合表示することが可能となり、多機能化・複雑化が進む自動車においてデザインの自由度向上やドライバーの利便性向上が企図されている。一例として、水温計や回転計を消して機能選択メニューを出す、ギア段数を表示する、ラジオやオーディオの選局・選曲を表示する、クルーズコントロールに関する情報を出す、といったことがソフトウェア側で自由に行えるため、機械式計器のようにkm/hとmphで計器盤を作り分ける必要などもない。
表示をドライバーが的確に読み取ることさえできれば画面デザインに制約はないが、各メーカーとも基本表示は従来のアナログ指針を模したデザインとなっている場合が多い。これは、ドライバーの慣れや、インテリアとの調和、また、変化の度合いを読み取りやすいアナログ表示の利点を活かしていることによる。例えばジャガー「XJ」の画面デザインについては、メーカーの見解として「インテリアとの調和」という理由が紹介されている。だが、一部のトヨタ車は速度計にデジタル数字を使用している場合もある。

### 歴史
日本においては、2007年秋の第40回東京モーターショーに出展され、翌2008年2月に発売された、トヨタ自動車の「クラウンハイブリッド」で初採用された。世界で初めて計器盤全てをLCD 1画面に集約表示する方式を採用し、機械式アナログ指針を廃した。シャープ製の1,280×480ドットの高精細TFT液晶を採用しており、夜間走行時にはナイトビュー（暗視システム）による前方映像を表示させたり、カーナビゲーションのルート案内時に進行先の車線情報を表示したりといった、従来の機械式メーターでは困難だった表示を実現している。
その他、日本車では2009年3月にモデルチェンジされた]トヨタクラウンマジェスタ（5代目モデル）や、レクサスでは同年にマイナーチェンジされたLS（4代目モデル）、2010年4月発売のレクサスLFA、2013年5月発売のIS（F SPORTグレード）、2014年10月発売のRC（F SPORTグレード）RC F、2015年10月発売のRX（F SPORTグレード）、2015年11月にマイナーチェンジしたGS（F SPORTグレード）及び同月発売のGS F」に採用されている。日産自動車でもノート オーラやセレナ（C28）、X-TRAIL（T33）、フェアレディZ（RZ34）で採用されている。
欧州メーカーでは、ランボルギーニ・レヴェントンや、ジャガー・XJ、BMW・7シリーズ、メルセデス・ベンツ・Sクラス、キア・K9、キア・K7、キア・シード（2代目Pro_Cee'd GT）、ヒュンダイ・エクウス、ランドローバー・レンジローバー、フィアット・500、ボルボ・S60、キャデラック・XTS、フィアット・500 / アバルト・500などで採用されている。